# Natasha Romanoff (Universo cinematográfico de Marvel)
Natalia Alianovna Romanov (en ruso: Наталья Альяновна Романов) (Volgogrado, RSFS de Rusia, Unión Soviética, 3 de diciembre de 1984 - Vormir, octubre de 2023) más conocida como Natasha Romanoff (en ruso: Наташа Романова), es un personaje ficticio interpretado principalmente por Scarlett Johansson en la franquicia de medios Universo cinematográfico de Marvel (MCU), basada en el personaje de Marvel Comics del mismo nombre, a veces conocida por su alias, Black Widow (Viuda Negra en español). Romanoff es representada como un experta espía y combatiente cuerpo a cuerpo, entrenada en la Habitación Roja desde la infancia para ser una asesina de la KGB. Esto la pone bajo el radar de S.H.I.E.L.D., y Clint Barton es enviado a matarla, pero en cambio le perdona la vida y la recluta para la organización. 
Cuando Nick Fury activa la Iniciativa Vengadores, se convierte en miembro fundador. Tras las consecuencias relacionadas con los Acuerdos de Sokovia, Romanoff se convierte en una fugitiva y finalmente se reúne con su familia adoptiva, incluida su hermana Yelena Belova, y trabajan juntas para destruir el programa Black Widow del general Dreykov. Después de que Thanos borra la mitad de toda la vida, Romanoff lidera a los Vengadores durante cinco años hasta que ella se sacrifica, para obtener la Gema del Alma, ayudando con éxito a los Vengadores a restaurar billones de vidas en todo el universo.
Romanoff se presentó en Iron Man 2 (2010) y se convirtió en un personaje central de MCU, apareciendo en nueve películas hasta hacer su última aparición de acción real en Black Widow (2021). La interpretación de Johansson de Romanoff tuvo una recepción positiva.
Aparecen versiones alternativas del personaje en la serie animada What If...? (2021), con la voz de Lake Bell. Estas versiones incluyen una encarnación de Romanoff que ve su mundo diezmado por una versión alternativa de Ultron, lo que finalmente resulta en que el Vigilante la reclute en los Guardianes del Multiverso.

## Concepto, creación y casting
Black Widow se creó inicialmente como un personaje de cómic llamado Natasha Romanova, apareciendo por primera vez como una antagonista recurrente, no disfrazada, de espía ruso en la historieta "Iron Man", comenzando en Tales of Suspense #52 (abril de 1964). Cinco publicaciones más tarde, ella recluta al arquero disfrazado y más tarde superhéroe Hawkeye para su causa. Más tarde, su gobierno le suministra su primer disfraz de Black Widow y su armamento de alta tecnología, pero finalmente se marcha a los Estados Unidos después de aparecer, temporalmente con un lavado de cerebro contra los EE. UU., En la serie del equipo de superhéroes Los Vengadores #29 (julio de 1966). Black Widow luego se convierte en una aliada recurrente del equipo antes de convertirse oficialmente en su decimosexto miembro muchos años después. Su aspecto fue revisado sustancialmente en The Amazing Spider-Man #86 (julio de 1970), con cabello rojo hasta los hombros (en lugar de su antiguo cabello rubio corto), un traje negro ceñido y pulseras que disparaban hilos de araña.
En 2004, Lionsgate adquirió los derechos cinematográficos de Black Widow, y en abril anunció que una película de Black Widow, con la versión de Natasha Romanova, estaba en la etapa de guion del director y guionista David Hayter, con Avi Arad produciendo. Para junio de 2006, Lionsgate había abandonado el proyecto y los derechos del personaje volvieron a Marvel. Hayter y Marvel intentaron conseguir otro financiador para desarrollar el proyecto, pero Hayter "nunca se sintió cómodo de haber encontrado un lugar que estuviera dispuesto a tomar en serio la película y al personaje". Esto dejó a Hayter "desconsolado", pero esperaba que la película se hiciera "algún día".
En enero de 2009, Marvel entró en conversaciones iniciales con Emily Blunt para interpretar a Black Widow en Iron Man 2, pero no pudo asumir el papel debido a un compromiso previo de protagonizar Los viajes de Gulliver. En marzo de 2009, Scarlett Johansson firmó para interpretar a Natasha Romanoff / Black Widow, en un contrato que incluye apariciones en múltiples películas. Johansson luego repitió el papel en The Avengers (2012),Captain America: The Winter Soldier (2014), Avengers: Age of Ultron (2015), Capitán América: Civil War (2016), Avengers: Infinity War (2018), Capitana Marvel (en una breve aparición a mitad de créditos), y en un papel principal en Avengers: Endgame (2019). Después del lanzamiento de Age of Ultron, Johansson reveló que la cantidad de películas en su contrato se había ajustado desde que firmó por primera vez para que coincidiera con la "demanda del personaje", ya que Marvel no había anticipado la "gran reacción" de la audiencia hacia el personaje y su actuación.
En septiembre de 2010, mientras promocionaba el lanzamiento en los medios de Iron Man 2, el presidente de Marvel Studios, Kevin Feige, mostró interés en producir una película en solitario de Black Widow, y afirmó que las discusiones con Johansson ya habían tenido lugar con respecto a una película independiente de Black Widow, pero ese enfoque de Marvel estaba en The Avengers de 2012.
En febrero de 2014, Feige declaró que, después de explorar el pasado de Black Widow en Age of Ultron, le gustaría verla más explorada en una película en solitario, que ya tenía un trabajo de desarrollo realizado, incluyendo un "bonito tratamiento en profundidad" por Nicole Perlman, quien coescribió Guardianes de la galaxia (2014). El siguiente abril, Johansson expresó interés en protagonizar una película de Black Widow y dijo que sería impulsada por la demanda de la audiencia. Ese julio, Hayter expresó interés en revivir el proyecto para Marvel, y al mes siguiente, el director Neil Marshall declaró que "le encantaría hacer una película de Black Widow", diciendo que sentía que el personaje era "realmente interesante [dado] ella no tiene superpoderes, solo tiene habilidades extraordinarias, y el mundo del que proviene, siendo esta una ex asesina de la KGB, me parece realmente fascinante". En abril de 2015, Johansson habló más sobre la posibilidad de una película en solitario de Black Widow, que ve el potencial para explorar las diferentes "capas" de ella representadas en las diferentes películas hasta ahora, pero también afirma que "en este momento creo que este personaje se usa bien en esta parte del universo". Mientras promocionaba Capitán América: Civil War, Feige señaló que debido al calendario anunciado de películas, cualquier película potencial de Black Widow estaría a cuatro o cinco años de distancia. Agregó que Marvel estaba "creativa y emocionalmente" comprometida a hacer una película de Black Widow finalmente.
En julio de 2016, Joss Whedon, el director de The Avengers y Avengers: Age of Ultron, declaró que estaba abierto a dirigir una película de Black Widow, sintiendo que podía hacer "un thriller de espías". Le Carré en el tipo de crack". En octubre, Johansson habló sobre la posible película como una precuela, diciendo:" puedes traerla de vuelta a Rusia. Podrías explorar el programa de la Viuda. Hay todo tipo de cosas que puedes podría hacer con eso". Ella advirtió que tal vez no quiera "usar un traje de gato ceñido" por mucho más tiempo. El febrero siguiente, Johansson dijo que se dedicaría a hacer que cualquier película potencial de Black Widow sea "increíble. Tendría que ser la mejor versión que podría ser esa película. De lo contrario, nunca lo haría ... [tendría] ser su propio estilo independiente y su propia historia". Después del trabajo de desarrollo realizado y el apoyo público para una película de Black Widow, Marvel finalmente decidió que "el mejor momento para seguir adelante con el proyecto" estaría al comienzo de la "última fase" del UCM en 2020.
En enero de 2018, Jac Schaeffer fue contratada para escribir el guion. En julio de ese año, Cate Shortland fue contratada para dirigir. Marvel buscó una directora para el proyecto, parte de un impulso prioritario por parte de los principales estudios de cine para contratar directoras para franquicias. Shortland contó con el respaldo de Johansson, quien era fanática de su anterior película como directora protagonizada por una mujer, Lore (2012), por lo que fue contratada para dirigir Black Widow. The Hollywood Reporter informó en octubre de 2018 que Johansson ganaría $15 millones para aparecer en la película, un aumento del "salario bajo de siete cifras" que ganó por protagonizar The Avengers. Los $15 millones fueron iguales a lo que ganaron Chris Evans y Chris Hemsworth en Capitán América: Civil War, Thor: Ragnarok, Avengers: Infinity War y Avengers: Endgame. A pesar de que The Hollywood Reporter confirmó la cantidad de "múltiples fuentes informadas", Marvel Studios cuestionó la precisión de los números y afirmó que "nunca divulgan públicamente los salarios o los términos del acuerdo". Se esperaba que la película se lanzara en mayo de 2020, pero se retrasó debido a la pandemia del coronavirus 2019-20, finalmente, estrenándose el 9 de julio de 2021.

## Caracterización
En Iron Man 2, Romanoff se presenta como Natalie Rushman, una espía encubierta de S.H.I.E.L.D. haciéndose pasar por la nueva asistente de Tony Stark. Johansson se tiñó el pelo de rojo antes de conseguir el papel, con la esperanza de que eso ayudara a convencer a Favreau de que ella era la adecuada para el papel. Johansson dijo que eligió el papel porque "el personaje de Black Widow resonaba conmigo. Es oscura y se ha enfrentado a la muerte tantas veces que tiene una profunda perspectiva del valor de la vida. [...] es una superheroína, pero también es humana. Es pequeña, pero es fuerte. Es difícil no admirarla". Ella dijo que tuvo "un pequeño momento de locura" cuando vio por primera vez el traje. Cuando se le preguntó acerca de pelear con el disfraz, la actriz respondió que "una gran parte de mí decía ¿puedo moverme en esto? ¿Puedo correr en esto? ¿Puedo lanzarme sobre las cosas con esto?’ Y creo que solo la preparación, solo debes dedicarle tiempo. Me di cuenta de que es solo dedicarle tiempo, entrenar, repetir y básicamente hacerse amiga del equipo de dobles y pasar todo el día, todos los días, solo una y otra vez hasta que lo logras".
En Avengers, se muestra la estrecha amistad del personaje con Clint Barton, sobre lo cual Johansson dijo: "Nuestros personajes tienen una larga historia. Han luchado juntos durante mucho tiempo en muchas batallas en muchos países diferentes. Somos los dos miembros de este grupo vengador que son guerreros expertos; no tenemos superpoderes. Sin embargo, Black Widow es definitivamente parte del equipo. No está en el elenco solo como un romance o algo agradable a la vista. Está allí para pelear, así que nunca me sentí como la única chica. Todos tenemos nuestras habilidades varias y se siente una igual". Con respecto a su entrenamiento, Johansson dijo: "Aunque Iron Man 2 era "una por ellos", nunca había hecho nada como eso. Nunca había estado en algo tan físico, o formado parte de algo tan grande. Para The Avengers, pasé tantos meses entrenando con nuestro equipo de riesgo, y luchando con todos los otros actores, es una locura. No hago nada excepto pelear, todo el tiempo". Johansson ganó $ 4-6 millones por la película.
En Captain America: The Winter Soldier, el guionista Christopher Markus dijo que Black Widow era un "gran contraste" con el Capitán América, describiéndola como "increíblemente moderna, no muy reverente y muy directa, mientras que Steve es un hombre de los 40. No es un boy scout, pero es reservado y tiene un centro moral, mientras que su centro moral se mueve". Los Russos agregaron: "Ella es un personaje que miente para ganarse la vida. Eso es lo que hace. Es un personaje quien dice la verdad. Dales un problema y tendrán diferentes formas de abordarlo. Ella lo está presionando para que se modernice, y él la está presionando para que agregue un cierto nivel de integridad a su vida". Cuando se le preguntó sobre la relación de Romanoff con Rogers, Johansson respondió: "En una serie de encuentros desafortunados, se encontrarán en una situación en la que su amistad se vuelve más íntima. Comparten muchas similitudes porque viven a la defensiva sin depender de nadie. Además, los dos han estado trabajando para el gobierno a lo largo de sus carreras profesionales. Con su amistad comienzan a preguntarse qué quieren y cuál es su verdadera identidad".
El productor Kevin Feige declaró que más de la historia de fondo del personaje se explora en Avengers: Age of Ultron. Johansson explicó: "En Avengers 2 volvemos ... definitivamente aprendemos más sobre la historia de fondo de Widow, y descubrimos cómo se convirtió en la persona que ves. Todos estos personajes tienen pasados profundos y oscuros, y creo que el pasado nos alcanza a algunos de nosotros un poco". Con respecto a dónde la película recoge la historia de Widow, Johansson sintió que era una continuación de lo que se vio para su personaje en The Winter Soldier, con el hecho de que "[Widow ] nunca tomó una decisión activa. [Ella es] un producto de la imposición de otras personas. Eso la alcanzará. Eso tendrá un gran efecto. Debe haber un resultado de esa comprensión... La verás activamente tomando algunas decisiones en su vida, para bien o para mal". Se utilizó una mezcla de primeros planos, disfraces, dobles de acrobacias y efectos visuales para ayudar a ocultar el embarazo de Johansson durante la filmación.
Anthony Russo notó las desgarradas lealtades de Romanoff en Capitán América: Civil War, diciendo que "su cabeza está del lado de Tony, pero su corazón está con Cap de muchas maneras".  Johansson agregó que Romanoff está "buscando establecer una estrategia para su posición, colocándose en un lugar donde pueda dejar que los poderes fácticos luchen "para que ella" tenga una mejor perspectiva de lo que realmente está pasando". Al describir la situación de su personaje después de los eventos de Avengers: Age of Ultron, Johansson dijo: "Creo que el pasado de Widow siempre la perseguirá. Ella está tratando de avanzar, está tratando de recoger las piezas de su vida". También dijo que Romanoff se encuentra en un momento de su vida en el que puede tomar decisiones por sí misma, sin que otros intervengan en el proceso de decisión. Sobre la continuación de la relación entre Romanoff y Rogers de The Winter Soldier, Joe Russo dijo que querían "probarlo" haciendo que Romanoff le señalara a Rogers los errores que cometió el equipo y lo convenciera de "que podría no ser tan negro y blanco como él lo ve" y que los Vengadores deben "encontrar una manera de trabajar dentro del sistema para que [ellos] no se disuelvan".
Por los acontecimientos de Infinity War, Johansson dijo que la situación de Romanoff después de Capitán América: Civil War ha sido "un momento oscuro. No diría que mi personaje ha sido particularmente esperanzador, pero creo que se ha endurecido aún más de lo que probablemente era antes". Al comienzo de Avengers: Endgame, Romanoff continúa al mando de varios equipos de alrededor de la galaxia en el cuartel general de los Vengadores, lo que Joe Russo explicó que se debió a su incapacidad para pasar de su incapacidad para detener a Thanos, diciendo: "Ella está haciendo todo lo que puede para tratar de mantener unida a la comunidad...Ella sigue siendo la observadora en la pared". En la decisión de Romanoff de sacrificarse por Barton para adquirir la gema del alma para traer de vuelta a todos, Joe Russo declaró que era parte de un tema más amplio que explora el deseo de sacrificar, en comparación con el deseo de proteger en Infinity War; él dice: "Cuando ella llega a esa escena [gema del alma], creo que entiende que la única forma de traer de vuelta a la comunidad es que ella se sacrifique". McFeely declaró: "Su viaje, en nuestras mentes, había llegado a su fin si podía recuperar a los Vengadores. Ella proviene de un entorno tan abusivo, terrible y de control mental, por lo que cuando llegue a Vormir y tenga la oportunidad de recuperar a la familia, es algo por lo que cambiaría". Para prepararse para la película, Johansson se sometió a un régimen de entrenamiento de alta intensidad, que incluyó ejercicios pliométricos, levantamiento de pesas olímpicas y gimnasia, así como una dieta de alimentación con restricción de tiempo; Todos están bajo la supervisión de su entrenador de toda la vida, Eric Johnson, con quien había trabajado desde Iron Man 2, la película que presentó a su personaje.
Johansson describió la película, Black Widow, como "una oportunidad para explorar a la viuda como una mujer que se ha convertido en una mujer y que está tomando decisiones independientes y activas por sí misma, probablemente por una vez en su vida.

## Biografía ficticia del personaje

### Primeros años
Nacida en Rusia, Natasha Romanoff fue entrenada como espía en una academia secreta conocida como la "Habitación Roja" que incluía entrenamiento como bailarina de ballet, allí ella es esterilizada al igual que todos los demás estudiantes. Creció en una familia falsa con Alexei Shostakov y Melina Vostokoff como sus "padres" y Yelena Belova como su "hermana" menor.  En 1995, cuando Shostakov completa su misión asignada de robar información de SHIELD en Ohio, la familia escapa a Cuba donde se encuentran con su jefe, el general Dreykov, quien hace que Romanoff y Belova pasen por la Habitación Roja para recibir entrenamiento adicional y convertirse en asesinas. Posteriormente Clint Barton es enviado a matar a Romanoff, pero en su lugar opta por salvarle la vida y reclutarla para S.H.I.E.L.D. permitiendo a Romanoff escapar de su vida anterior como asesina. En una misión en Budapest, con la ayuda de Barton, Romanoff instala una bomba en un intento de matar a Dreykov, pero aparentemente matando a su hija Antonia en el proceso. En 2009, Romanoff fue enviada en una misión a Odesa para proteger a un científico, pero fue confrontado por el Soldado del invierno. Romanoff intentó cubrir al científico, pero el Soldado del invierno lo mató disparándole atravesando su estómago.

### Encubierta para S.H.I.E.L.D.
Después de que Tony Stark se convierta públicamente en Iron Man, y nombrara a su asistente personal Pepper Potts como CEO de Stark Industries, contrata a la empleada de Stark, Natalie Rushman, para reemplazar a Potts como su asistente personal, sin saber que Rushman es realmente Romanoff encubierta. Nick Fury, director de SHIELD, luego le revela esto a Stark, y Romanoff luego ayuda a Stark a frustrar los planes de los villanos Justin Hammer e Ivan Vanko, el último de los cuales ha tomado el control remoto de un ejército de drones militares y la armadura del amigo de Stark, James Rhodes, Romanoff derrota con éxito a las fuerzas de seguridad de Hammer para recuperar el control de la armadura de Rhodes, lo que permite a Stark y Rhodes derrotar a Vanko y los drones.

### Batalla de Nueva York
En 2012, Romanoff está siendo interrogada por rusos, cuando el agente Phil Coulson la contacta para informarle que Barton se ha corrompido. Romanoff vence rápidamente a los rusos a quienes solo había permitido capturarla para extraer información. Después de que Fury reactiva la "Iniciativa Vengadores", ella va a Kolkata y recluta a Bruce Banner para usar su experiencia para rastrear el teseracto. Coulson le presenta a Steve Rogers y pilota un Quinjet a Stuttgart, donde Stark y Rogers tienen un enfrentamiento con Loki, quien se rinde. Loki es llevado a bordo del Quinjet hasta que Thor llega y lo captura. Posteriormente, Loki es prisionero en un helicarrier de S.H.I.E.L.D., donde Romanoff lo manipula para que revele su plan para hacer que Banner se convierta en Hulk. Los otros agentes manipulados y Loki atacan al Helicarrier y Banner se transforma y persigue a Romanoff hasta que Thor lo detiene. Romanoff pelea con Barton y lo deja inconsciente, rompiendo el control mental de Loki. Rogers, Stark, Romanoff, Barton, Thor y Hulk se reúnen como los Vengadores en defensa del próximo objetivo de Loki, la ciudad de Nueva York. Allí luchan contra la raza alienígena de los Chitauri y finalmente derrotan a Loki. Luego, ella y Barton se van juntos.

### Desmantelando a Hydra
En 2014, Romanoff y Rogers son enviados con el equipo antiterrorista S.T.R.I.K.E. de S.H.I.E.L.D. para liberar rehenes a bordo de un buque de S.H.I.E.L.D. por Georges Batroc y sus mercenarios. A mitad de la misión, Rogers descubre que Romanoff tiene otra misión: extraer datos de las computadoras de la nave para Fury. Después de un atentado contra la vida de Fury, Rogers se convierte en un fugitivo perseguido por S.T.R.I.K.E. y se encuentra con Romanoff. Usando datos en la unidad flash, descubren un búnker secreto de S.H.I.E.L.D. en Nueva Jersey, donde activan una supercomputadora que contiene la conciencia preservada de Arnim Zola. Zola revela que desde que S.H.I.E.L.D. fue fundada después de la Segunda Guerra Mundial, Hydra ha operado en secreto dentro de sus filas, sembrando el caos global con el objetivo de hacer que la humanidad entregue su libertad a cambio de seguridad. La pareja escapa por poco de la muerte cuando un misil de S.H.I.E.L.D. destruye el búnker, y se dan cuenta de que el secretario de Seguridad Interna, Alexander Pierce, es el líder de Hydra dentro de S.H.I.E.L.D. Se refugian con el nuevo amigo de Rogers, Sam Wilson, quien se une a ellos para detener a Hydra. Son atacados por el soldado del invierno y Romanoff recibe un disparo en el hombro, pero sobrevive. Más tarde, para evitar que Hydra use tres Helicarriers para asesinar a millones, Romanoff, disfrazada de miembro del Consejo de Seguridad Mundial, desarma a Pierce. Fury llega y obliga a Pierce a desbloquear la base de datos de S.H.I.E.L.D. para que Romanoff pueda filtrar información clasificada, exponiendo a Hydra al público. Romanoff aparece más tarde ante un subcomité del Senado de los Estados Unidos y luego les dice a Rogers y Wilson que se esconderá.

### Batalla de Sokovia y Civil War
Romanoff continúa trabajando con los Vengadores, ayudándoles a atacar una instalación de Hydra donde recuperan el cetro de Loki y se encuentran con Wanda Maximoff y su hermano gemelo Pietro. En la Torre de los Vengadores, Romanoff asiste a la fiesta de celebración y es testigo del primer ataque de Ultrón. Ella y el equipo van a Johannesburgo para detener a Ultrón, pero Maximoff somete a Romanoff, lo que hace que tenga visiones de su tiempo en la Habitación Roja. Luego, ella y los demás encuentran refugio en la casa de Barton, donde sus hijos la reciben y la llaman "tía Nat". Ella y Banner hablan de sus sentimientos románticos el uno hacia el otro y consideran esconderse juntos. Ella, Rogers y Barton viajan a Seúl para evitar que Ultrón transfiera su red a un cuerpo de vibranio impulsado por la Gema de la Mente. Lo logran, pero Ultrón la toma como rehén y la retiene en Sokovia. Barton se comunica con ella usando el código morse y luego es rescatada por Banner, quien intenta que Romanoff se vaya con él. Romanoff lo besa, pero decide que deben quedarse y lo empuja por una cornisa para desencadenar una transformación en Hulk. Ella se une a los otros Vengadores y Visión en la batalla contra Ultron. Después de su victoria, ella y Rogers forman un nuevo equipo en el nuevo complejo del grupo formado por Wilson, Rhodes, Maximoff y Visión. 
En 2016, se une a Rogers, Wilson y Maximoff en una misión en Lagos, Nigeria para evitar que Brock Rumlow, ahora convertido en mercenario, obtenga un arma biológica. Romanoff logra asegurarlo, pero Maximoff mata por error a los trabajadores humanitarios de Wakanda mientras protege a Rogers de la bomba suicida de Rumlow, lo que desencadena la aprobación de los Acuerdos de Sokovia, dando a las Naciones Unidas el mando de los Vengadores. Ella consuela a Rogers después del funeral de Peggy Carter y está presente en Viena, donde se ratificarían los acuerdos, y sobrevive al bombardeo que mata al rey de Wakanda, T'Chaka; más tarde habla y consuela a su hijo y nuevo rey T'Challa. Inicialmente se pone del lado de Stark, quien apoya los acuerdos, acompañándolo con Rhodes, Vision, T'Challa y Peter Parker para someter al equipo de Rogers formado por Barnes, Barton, Wilson, Maximoff y Scott Lang en el aeropuerto de Leipzig/Halle en Alemania. Si bien inicialmente lucha contra los Vengadores rebeldes, cambia de opinión y permite que Roger y Barnes escapen. T'Challa informa de su traición al secretario de Estado de EE . UU., Thaddeus Ross, lo que la pone en desacuerdo con Stark y la obliga a esconderse después de violar los acuerdos. 

### Enfrentando su pasado
Como fugitiva de las Naciones Unidas, Romanoff escapa de Ross y huye a una casa de seguridad en Noruega, donde se reúne con su contacto Rick Mason. Yelena Belova envía un antídoto de control mental a la casa de seguridad de Romanoff con la esperanza de que Romanoff regrese para ayudarla. Mientras Romanoff, sin saberlo, se marcha con el antídoto, es atacada por Taskmaster. Romanoff evade a Taskmaster y se entera de que el antídoto vino de Belova. Se reúnen en Budapest, pero luego son atacadas por varias Viudas Negras. Romanoff se entera de que el general Dreykov todavía está vivo y que la Habitación Roja todavía está activa. 
Romanoff y Belova sacan a Alexei Shostakov de la prisión y se conectan con Melina Vostokoff, antes de ser capturados y devueltos a la Habitación Roja. Cuando Dreykov felicita a Vostokoff por encontrarlos, se revela que Vostokoff y Romanoff usaron tecnología de enmascaramiento facial para planificar su propia captura y cambiar de lugar. Romanoff se entera de que Taskmaster es Antonia Dreykov, quien sufrió un daño tan severo que Dreykov se vio obligado a ponerle un chip en la cabeza para salvarla y al mismo tiempo convertirla en un soldado controlado mentalmente. Romanoff también descubre que no puede dañar a Dreykov debido a una feromona de bloqueo que instaló en cada viuda, y que ha estado controlando viudas en todo el mundo a través de su escritorio de control. Romanoff se rompe intencionalmente la nariz, lo que corta un nervio en su conducto nasal para negar la feromona, lo que le permite atacar a Dreykov. 
Dreykov escapa mientras las Viudas persiguen a Romanoff, pero Belova crea una bomba antídoto que libera a las Viudas del control mental. Romanoff accede al escritorio de control y copia las ubicaciones de las otras viudas en todo el mundo en una unidad portátil justo cuando la instalación comienza a explotar y cae del cielo. Antes de salir de la sala de control, recoge dos viales del antídoto que sobrevivió a la bomba de Belova. Romanoff le da a Belova un paracaídas mientras ella y Antonia tienen una batalla final en el cielo. Aterrizando en el suelo, Romanoff usa un vial del antídoto en Antonia, liberándola de la servidumbre. El resto de las viudas llegan cuando Belova, Vostokoff y Shostakov se despiden de Romanoff y ella le da a Belova el último vial de antídoto y el disco portátil, diciéndole que encuentre y libere a las otras viudas. A medida que se van, Romanoff espera la llegada de Ross y sus hombres. Dos semanas después, Romanoff se reúne con Mason, quien le ha proporcionado un Quinjet. Ella parte para liberar a los Vengadores detenidos en la balsa.

### La aniquilación
Romanoff luego se vuelve a conectar con un Rogers fugitivo, y varios años después, cuando Thanos envía a sus secuaces para recuperar las gemas del infinito en la Tierra, ella, Rogers y Sam Wilson llegan a Escocia a tiempo para defender a Wanda Maximoff y Vision de un ataque de los miembros de la Orden negra. Ella viaja a Wakanda para ayudar en la batalla contra las fuerzas de Thanos, pero los defensores no pueden evitar que Thanos obtenga las gemas y las use para eliminar la mitad de toda la vida en el Universo. Romanoff sobrevive al chasquido, y viaja con la recién llegada Capitán Marvel y otros Vengadores sobrevivientes al planeta jardín de Thanos para intentar recuperar las gemas, solo para descubrir que Thanos ya las ha destruido. Romanoff luego regresa a la Tierra para continuar liderando los restos de S.H.I.E.L.D. y los Vengadores de la antigua sede de los Vengadores en el estado de Nueva York.

### Atraco en el tiempo y muerte
Cinco años más tarde, Scott Lang llega a la sede de los Vengadores e informa a Romanoff y Rogers que ha quedado atrapado en el reino cuántico, donde el tiempo pasa de manera diferente, lo que ofrece un medio para robar las gemas del infinito del pasado y traer de vuelta a los que fallecieron por el chasquido de Thanos. Después de trabajar para reclutar a Stark y Banner para la causa, Romanoff viaja a Tokio, donde se reúne con Barton, quien perdió a su familia en el Blip y ha pasado los últimos años cazando y matando a miembros del crimen organizado en todo el mundo. Ella lo convence de volver al equipo. Viaja a una versión pasada del planeta Vormir, donde sacrifica su vida para que Barton pueda obtener la gema del alma y finalmente regresar con su familia. Los cinco miembros originales que siguieron a la misión luego lloraron su muerte y honraron su sacrificio, y Banner finalmente usó el guantelete de Stark para devolver la vida a los desintegrados. Banner luego señala que había intentado en ese momento traer de vuelta a Romanoff pero fracasó en el intento.

### Legado
En diciembre de 2024, Belova visita su tumba en Ohio para presentar sus respetos, antes de reunirse con Valentina Allegra de Fontaine, quien le asigna la misión de asesinar a Barton, a quien De Fontaine considera responsable de la muerte de Romanoff.
Días después, Barton visita la ciudad de Nueva York con su familia en Navidad y asiste a una función del musical de Broadway, Rogers: The Musical, que representa a Romanoff durante la Batalla de Nueva York en 2012; al ver el trato hacia los hechos que vivió, Barton sufre recuerdos de la muerte de Romanoff. Mientras Barton se abre a Kate Bishop sobre Romanoff, ella deduce que él es Ronin. Belova llega e intenta matar a Barton, pero Bishop la detiene. Más tarde se enfrenta a Bishop y le informa que tiene la intención de matar a Barton para vengar la muerte de su hermana. Barton visita un monumento a los Vengadores donde verbaliza en voz alta que la extraña y que le perdonara por lo que va a hacer. Cuando Belova se enfrenta a Barton, pelean, pero Barton logra hacerla entender que Romanoff se sacrificó para salvar el mundo y le explica su estrecha relación con ella. Una Belova emocional perdona la vida de Barton y se va. 

## Versiones alternativas
Varias versiones alternativas de Romanoff aparecen en la serie animada What If...?, siendo interpretada por Lake Bell.

### Muerte de Los Vengadores
En un 2011 alternativo, Romanoff es incriminada por la muerte de Stark después de que ella le inyecta un suero que estaba destinado a aliviar su envenenamiento por paladio. Después de escapar de Rumlow y los otros agentes de SHIELD, Romanoff visita a Betty Ross en la Universidad de Culver para investigar la causa de la muerte de Stark, donde es testigo de un ataque a Banner por parte de las fuerzas militares dirigidas por Ross. Romanoff continúa su investigación luego de la muerte de Banner y deduce que Hank Pym estaba detrás de los asesinatos; Pym busca venganza contra SHIELD, ya que los culpa por la muerte de su hija Hope. Tienen una pelea antes de ser asesinada por él

### Brote de Zombis
En un 2018 alternativo, Romanoff se infecta con un virus cuántico cuando los Vengadores responden al brote del virus, convirtiéndose en una zombi.

### La conquista de Ultrón
En un 2015 alternativo, Romanoff y Barton son los únicos supervivientes de la erradicación de la Tierra por parte de Ultrón. Viajan a Moscú en un intento de encontrar un código analógico para apagar el sistema de IA de Ultron. Al encontrar un archivo sobre Arnim Zola, van a la instalación siberiana de Hydra e intentan cargar la conciencia copiada de Zola en la mente de la colmena de Ultron y eliminarlo. Barton se sacrifica después de ser abrumado por los centinelas de Ultron, y la carga falla cuando Zola revela que Ultron ya no estaba en su universo.
Algún tiempo después, Romanoff se encuentra con los Guardianes del Multiverso, quienes habían sido reclutados por el Vigilante para detener a Ultrón obligándolo a regresar a su universo. Ultrón llega con las Gemas del Infinito y lucha contra el equipo, con Romanoff y Carter cargando con éxito la conciencia analógica de Zola en el cuerpo de Ultrón. Sin embargo, Killmonger luego los traiciona y pelea con Zola por las gemas, pero el Doctor Strange Supremo interviene y los atrapa a ambos en una dimensión de bolsillo, congelándolos en el tiempo en un momento en el que ninguno puede usar las gemas. Después de la batalla, Romanoff se niega a regresar a la realidad de su hogar, lo que lleva al Vigilante a trasladarla al universo donde su contraparte fue asesinada por Pym. Al llegar a un Helicarrier donde Fury, Rogers y Danvers luchan contra Loki y su ejército asgardiano, ella toma el cetro de Loki y lo somete antes de ser recibida por Fury.

### Misión con la Capitana Carter
En un 2014 alternativo, Romanoff se une a Capitana Carter para capturar a un grupo de piratas liderados por Batroc que se han apoderado de Lemurian Star. Romanoff descubre que los piratas atacaron el barco porque la armadura Hydra Stomper de Steve Rogers está a bordo. Después de someter a Batroc, Romanoff le muestra la armadura a Carter y le informa que él esta adentro. Sin embargo, cuando Hydra Stomper se reactiva, Rogers ataca inesperadamente a ambas mujeres antes de escapar. De regreso a la base de SHIELD, Romanoff deduce que los agentes de la Habitación Roja podrían haberle lavado el cerebro a Rogers en algún momento después de que se informara de su muerte en combate. Después de impedir que Rogers asesinara al secretario Bucky Barnes, Carter y Romanoff lo llevan a un escondite en Escocia, donde descubren que el traje no solo impide que Rogers envejezca, sino que también lo mantiene con vida. Al despertar aparentemente libre de su lavado de cerebro, Rogers lleva a las dos mujeres a la Habitación Roja con la esperanza de encontrar una cura, donde Melina Vostokoff reactiva el lavado de cerebro de Rogers y entabla una batalla con Romanoff junto a varias de las Viudas. Romanoff somete a las Viudas y usa un gancho de agarre para unir a Vostokoff a la armadura Hydra Stomper. Al liberarse del lavado de cerebro con la ayuda de Carter, Rogers aparentemente se sacrifica para destruir la Habitación Roja. Algún tiempo después, a pesar de sus propias dudas, Romanoff acepta ayudar a Carter a intentar encontrar y salvar a Rogers, sólo para que Carter de repente sea arrastrada a un portal mágico del caos.

### Salvando la navidad
En un 2014 alternativo, Romanoff participa en un ballet navideño antes de ver a un exagente de HYDRA. Mientras trata con el agente, recibe una llamada de Happy Hogan, que busca ayuda después de un ataque a la Torre de los Vengadores. Más tarde, se reagrupa con Stark, Rogers, Barton y Banner, regresan a la Torre y atacan a una extraña criatura parecida a Hulk. Darcy Lewis interviene diciéndoles que él es Hogan, quien accidentalmente se inyecto una muestra de sangre de Banner y que Justin Hammer fue quien estuvo detrás del ataque a la Torre. Romanoff y los demás asisten a su fiesta anual de Navidad.

## Diferencias con los cómics
Romanoff en el UCM es miembro fundador de los Vengadores, mientras que en los cómics es una incorporación mucho más tardía, e inicialmente una antagonista del equipo. Esta versión también mostró un romance con Bruce Banner que se exploró principalmente en Age of Ultron pero se insinuó en películas posteriores y anteriores. Esta versión también es muy cercana a la familia de Clint Barton, a diferencia de Ultimate Comics, donde asesina a cada miembro.

## Recepción
En la primera aparición del personaje en el MCU, David Edelstein de New York Magazine describió crudamente la presencia de las protagonistas femeninas en Iron Man 2 como "una pelea entre Gwyneth Paltrow y Scarlett Johansson en la que Paltrow gana en longitud y luego desaparece en el resplandor de los faros de su oponente".  Vanity Fair señala que su entrada en esa película "eligió centrarse en su atractivo en lugar de sus asombrosas habilidades de combate". 
Una revisión de Daily Beast del papel del personaje en Age of Ultron lamentó que el personaje había sido creado para "funcionar como un engranaje que da servicio a las historias" de los personajes masculinos. Vanity Fair describió el desarrollo del personaje a lo largo de las películas como "una trayectoria que ha sido tan amplia como los distintos peinados de Black Widow", afirmando que ella "pasó sus años en el MCU como accesorio de las narrativas que ponían en primer plano a otros héroes". 
Vox señala que en Avengers: Endgame, "Johansson lleva a Romanoff, generalmente el asesino confiable y sencillo, a un sufrimiento tranquilo y estoico",  mientras que Vanity Fair lamenta que la película "nunca le da a ella o a su muerte espacio para respirar". 
La última aparición cinematográfica de Romanoff en el MCU obtuvo críticas mixtas. David Rooney, escribiendo para The Hollywood Reporter, llamó a Black Widow "un vehículo estelar" para Johansson. Eric Kohn de IndieWire elogió la acción, "especialmente durante una pelea entre Black Widow y el asesino robótico conocido como Taskmaster que refleja cada uno de sus movimientos. Si esta es la última vez que vemos a Johansson hacer justicia a sus agresores con velocidad gimnástica, es una despedida adecuada".
Escribiendo para BBC Culture, Caryn James sintió que Romanoff era "el personaje menos interesante" de su familia, siendo "una extraña opción para la astuta película familiar que se desarrolla a su alrededor".  Sin embargo, Pete Hammond de Deadline Hollywood escribió que Johansson "sale con todas las armas encendidas", y sintió que la secuencia de apertura que revela que la construcción de la familia de Romanoff son en realidad espías rusos recordaba a The Americans, mientras elogiaba la química entre Johansson y Florence Pugh, "con la torpe timidez de Natasha contrarrestada por la vivaz y cínica Yelena". De las actuaciones, Hammond dijo: "Johansson vuelve a ser una gran presencia en el papel, mostrando una acción experta y habilidades de actuación en todo momento". 